# São João do Manhuaçu (kommun)
São João do Manhuaçu är en kommun i Brasilien.   Den ligger i delstaten Minas Gerais, i den sydöstra delen av landet, 800 km sydost om huvudstaden Brasília. Antalet invånare är 10 245.
Följande samhällen finns i São João do Manhuaçu:
- São João do Manhuaçu

Omgivningarna runt São João do Manhuaçu är huvudsakligen savann. Runt São João do Manhuaçu är det ganska tätbefolkat, med 67 invånare per kvadratkilometer.